# Briot
Briot és un municipi francès, situat al departament de l'Oise i a la regió dels Alts de França. L'any 2007 tenia 301 habitants.

## Demografia

### Població
El 2007 la població de fet de Briot era de 301 persones. Hi havia 98 famílies de les quals 12 eren unipersonals (12 homes vivint sols), 35 parelles sense fills, 39 parelles amb fills i 12 famílies monoparentals amb fills.
La població ha evolucionat segons el següent gràfic:
Habitants censats

### Habitatges
El 2007 hi havia 126 habitatges, 108 eren l'habitatge principal de la família, 12 eren segones residències i 6 estaven desocupats. Tots els 124 habitatges eren cases. Dels 108 habitatges principals, 97 estaven ocupats pels seus propietaris, 10 estaven llogats i ocupats pels llogaters i 1 estava cedit a títol gratuït; 3 tenien dues cambres, 6 en tenien tres, 16 en tenien quatre i 84 en tenien cinc o més. 98 habitatges disposaven pel capbaix d'una plaça de pàrquing. A 31 habitatges hi havia un automòbil i a 66 n'hi havia dos o més.

### Piràmide de població
La piràmide de població per edats i sexe el 2009 era:
| Homes | Edats   | Dones |
| ----- | ------- | ----- |
| 0     | 95 o +  | 0     |
| 4     | 90 a 94 | 0     |
| 0     | 85 a 89 | 0     |
| 0     | 80 a 84 | 8     |
| 4     | 75 a 79 | 0     |
| 0     | 70 a 74 | 0     |
| 8     | 65 a 69 | 8     |
| 8     | 60 a 64 | 12    |
| 12    | 55 a 59 | 8     |
| 12    | 50 a 54 | 16    |
| 12    | 45 a 49 | 8     |
| 16    | 40 a 44 | 12    |
| 8     | 35 a 39 | 8     |
| 4     | 30 a 34 | 8     |
| 8     | 25 a 29 | 4     |
| 4     | 20 a 24 | 4     |
| 16    | 15 a 19 | 8     |
| 8     | 10 a 14 | 8     |
| 20    | 5 a 9   | 4     |
| 0     | 0 a 4   | 0     |

## Economia
El 2007 la població en edat de treballar era de 186 persones, 133 eren actives i 53 eren inactives. De les 133 persones actives 124 estaven ocupades (75 homes i 49 dones) i 9 estaven aturades (2 homes i 7 dones). De les 53 persones inactives 19 estaven jubilades, 14 estaven estudiant i 20 estaven classificades com a «altres inactius».

### Ingressos
El 2009 a Briot hi havia 109 unitats fiscals que integraven 301,5 persones, la mediana anual d'ingressos fiscals per persona era de 19.921 €.

### Activitats econòmiques
Dels 5 establiments que hi havia el 2007, 3 eren d'empreses de construcció, 1 d'una empresa de serveis i 1 d'una empresa classificada com a «altres activitats de serveis».
Dels 3 establiments de servei als particulars que hi havia el 2009, 1 era un paleta i 2 lampisteries.
L'any 2000 a Briot hi havia 6 explotacions agrícoles.

## Equipaments sanitaris i escolars
El 2009 hi havia una escola maternal integrada dins d'un grup escolar amb les comunes properes formant una escola dispersa.

## Poblacions més properes
El següent diagrama mostra les poblacions més properes.